# Мауріціо Кроцца
Мауріціо Кроцца (італ. Maurizio Crozza; 5 грудня 1959 року у Генуї) — італійський комік і актор.

## Біографія
Закінчив акторську школу в Генуї у 1980 році. Брав участь у телешоу Адріано Челентано «Рок-політик» (2005).

## Фільмографія

### Кіно
- L'angelo con la pistola (1992)
- Peggio di così si muore (1995)
- Consigli per gli acquisti (1999)
- Tutti gli uomini del deficiente (1999)

### Телебачення
- Der lange Sommer (1989)
- Ci sarà un giorno - Il giovane Pertini (1993)
- Bel gesto II (1997)
- Mamma per caso (1997)
- Tutti gli uomini sono uguali (1998)